# Adriaen van Nieulandt

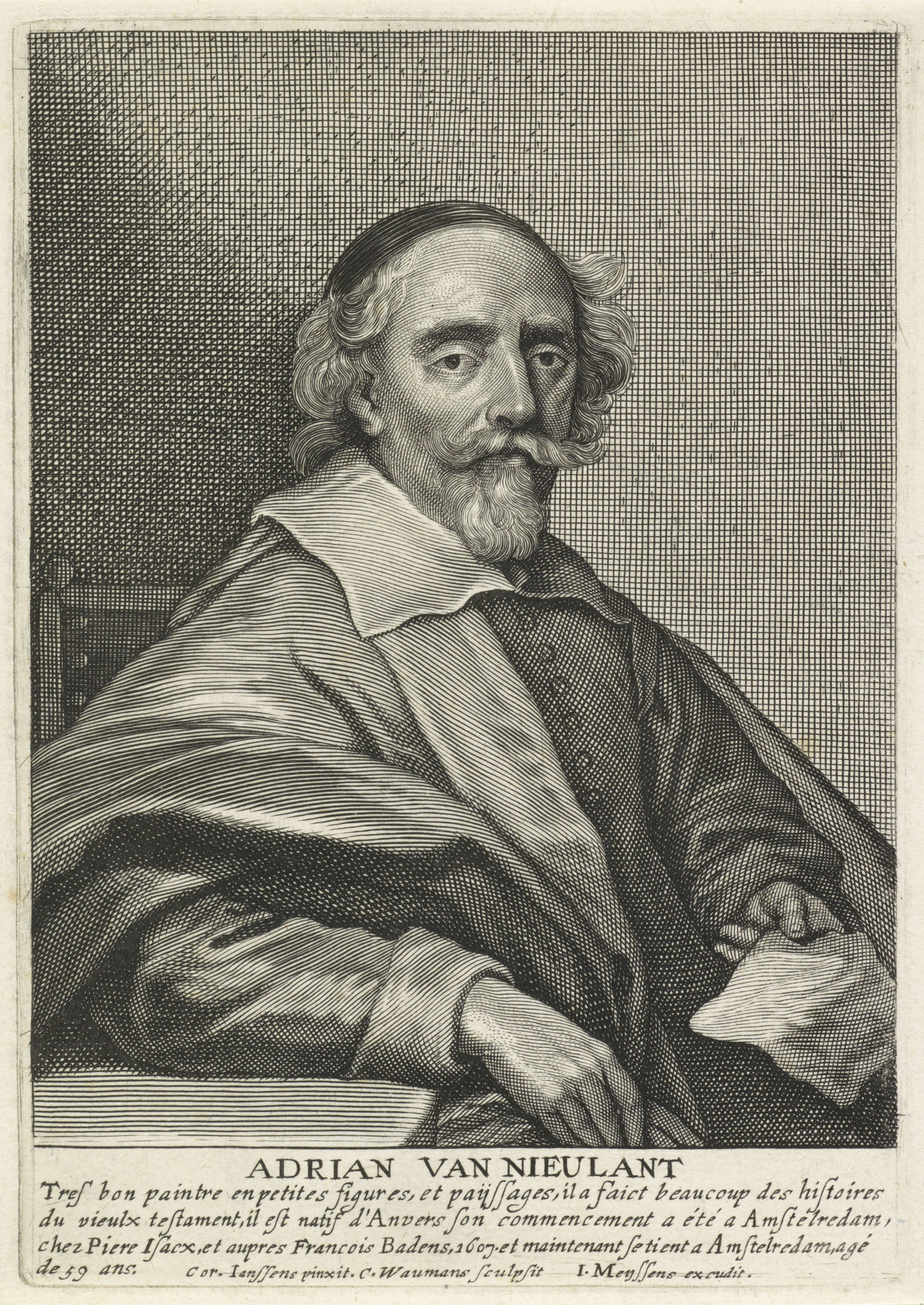
Adriaen van Nieuwlandt después de un retrato de Cornelius Johnson.

Adriaen van Nieulandt (1587, Amberes-7 de julio de 1658, Ámsterdam) fue un pintor, dibujante y grabador del período barroco.

## Biografía

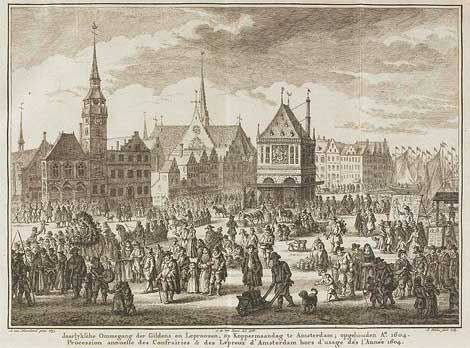
Procesión anual en Ámsterdam de cofradías y leprosos el primer lunes después de Epifanía.

Su padre (Adriaen van Nieulandt el anciano) nació en una familia de artistas de origen flamenco de Amberes. En 1589 se mudó con su familia a Ámsterdam, probablemente para huir de la caída de Amberes. Esto podría haber sido porque eran protestantes o simplemente por razones económicas, ya que el mercado del arte en el norte de los Países Bajos estaba funcionando muy bien en ese momento. Sus hijos Adriaen Jr., Willem van Nieulandt II y Jacob van Nieulandt se convirtieron en pintores. 
Adriaen Jr. fue alumno en Ámsterdam de Pieter Isaacsz (1569-1625), un artista nacido en Dinamarca de padres neerlandeses pero casado con una mujer nacida en Amberes, y posteriormente de Frans Badens (1571-1618), un artista originario de Amberes. Estos dos maestros habían estudiado en Italia y pudieron transmitirle sus conocimientos sobre las nuevas tendencias de la pintura europea. Alcanzó una gran reputación al principio de su carrera y el rey danés Cristián IV le encargó 23 cuadros sobre planchas de cobre con temas del Nuevo Testamento. Según Houbraken, se especializó en pintar estatuas y paisajes.  Según Cornelis de Bie en su Het Gulden Cabinet, también hizo muchas escenas del Antiguo Testamento.

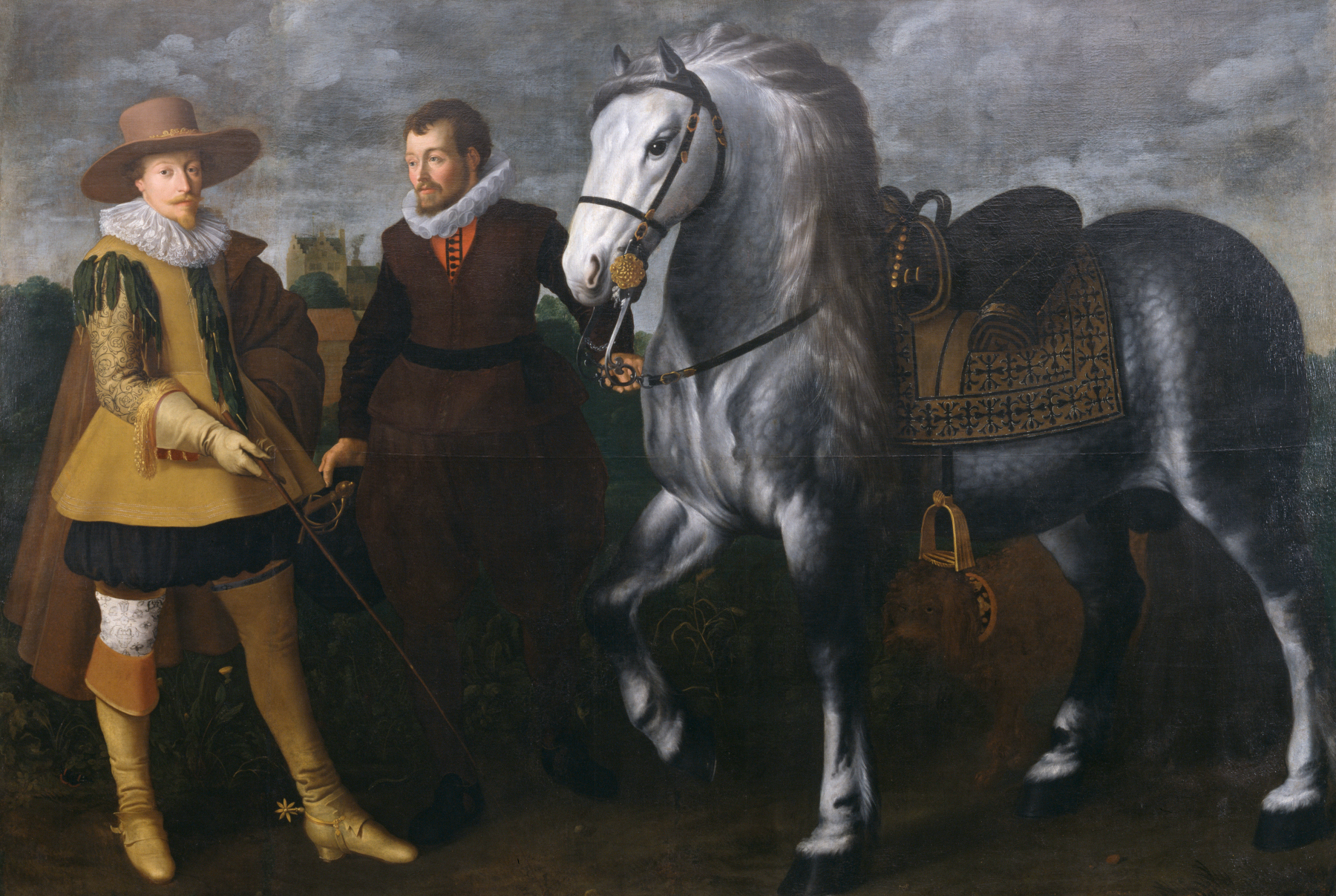
El príncipe Mauricio de Nassau con su caballo y mozo, Walters Art Museum.

## Colecciones públicas
- Rijksmuseum, Ámsterdam
- Museo de Ámsterdam, Ámsterdam
- Museo Frans Hals, Haarlem
- Museum de Fundatie, Zwolle
- Hessisches Landesmuseum Darmstadt, Darmstadt
- Museo Herzog Anton Ulrich, Brunswick